# Heizkraftwerk Köln-Merkenich
Das Heizkraftwerk Köln-Merkenich ist ein Heizkraftwerk der RheinEnergie im Kölner Stadtteil Merkenich.
Das Werk ist der zentrale Erzeuger von Fernwärme für den Kölner Norden; über das sogenannte Nordnetz mit einer Länge von 75 km werden die Stadtteile Bocklemünd, Chorweiler und Merkenich mit Heizwärme versorgt. Neben privaten Verbrauchern werden auch Gewerbe- und Industriebetriebe mit Wärme, Prozessdampf und Deionat versorgt, insbesondere die Werke von Ford, Deutsche Infineum GmbH und Vinnolit GmbH & Co. KG in Köln-Niehl. Die in Kraft-Wärme-Kopplung erzeugte elektrische Energie wird in das Stromnetz eingespeist.
Am Standort des Heizkraftwerkes befinden sich drei Kamine – der höchste (außer Betrieb) ist mit seiner Höhe von 250 m nach dem Fernsehturm Colonius das zweithöchste Bauwerk in Köln (deutlich vor dem Kölner Dom) und eines der 100 höchsten Bauwerke Deutschlands.
Am Standort Merkenich sind etwa 75 Mitarbeiter der RheinEnergie beschäftigt, die sich um Anlagenbetrieb (im Schichtdienst) und Instandhaltung kümmern.
Das Kraftwerk kann besichtigt werden.

## Geschichte
Das Werk wurde ab 1956 errichtet und 1958 mit zwei Kesseln in Betrieb genommen. Hintergrund war damals die Belieferung von benachbarten Industriebetrieben (Esso AG) mit Dampf.
Im Jahr 1961 wurde im Kölner Stadtrat der Beschluss gefasst, den Kölner Norden mit Fernwärme aus Merkenich zu versorgen. 1962 konnten die ersten Haushalte beliefert werden.
Bis 1969 wurde die Anlage um drei Kessel erweitert und der Ausbau des Fernwärmenetzes Neustadt vorangetrieben. Ursprünglich waren alle fünf Blöcke des Werkes mit Schweröl befeuert. Das Werk wurde daher unmittelbar am gleichzeitig erbauten „Ölhafen“ Niehl II platziert.
In den Jahren 1985–89 wurde die Anlage zur Anpassung an die verschärften Umweltbestimmungen erstmals umfassend modernisiert: Die Blöcke 4 und 5 wurden auf Erdgas/Leichtöl umgestellt und mit Stickoxid-armen Low-NOx-Brennern ausgerüstet. Die Blöcke 1–3 wurden außer Betrieb genommen und 1990 durch den neuen Kessel 6 ersetzt, in dem rheinische Braunkohle in einer zirkulierenden Wirbelschichtfeuerung eingesetzt wurde.
1998–2000 wurde als Ersatz für den Kessel 5 eine GuD-Anlage erbaut. Nach deren Inbetriebnahme wurde der Kessel 5 der Altanlage 2004 stillgelegt. Damit war auch die Außerbetriebnahme des 250-Meter-Schornsteins verbunden. Die Dampfturbinen der „Sammelschienenanlage“ blieben in Betrieb und werden vom oben genannten Wirbelschichtkessel versorgt.
2010 wurde die „Sammelschienenanlage“ getrennt. Kessel 4 wurde mit der Turbine 2 zusammengelegt und nennt sich nun Block 4. Kessel 6 wurde umfassend modernisiert und bildete mit der neu errichteten Turbine 6 den Block 6. Die alte Turbine 3 wurde im Frühjahr 2010 stillgelegt.
Bis heute werden die Anlagen am Standort des HKW Merkenich nahezu ausschließlich in Kraft-Wärme-Kopplung betrieben, was zu einer besonders hohen Brennstoffausnutzung von bis zu 80 Prozent beiträgt.
2025 wurde die Verfeuerung von Braunkohle eingestellt. Die Versorgung mit Wärme und Elektrizität soll die bestehende GuD-Anlage übernehmen. Ob zusätzlich zu der für 2029 geplanten Klärschlammverbrennungsanlage eine Großwärmepumpe errichtet wird, soll geprüft werden. Bereits 2023 wurde die Anlage bei der 7. Ausschreibung zum Ausstieg aus der Kohleverstromung bezuschlagt. Folglich wäre die Stilllegung spätestens im März 2026 erfolgt.

## Aufbau und Technische Daten
- Ehemalige Altanlage Kessel 1–3 (Inbetriebnahme 1958–1963, Stilllegung 1986)
- Kessel 4 (Inbetriebnahme 1964):
  - Feuerung: Erdgas
  - Dampfleistung: 150 t/h bei 520 °C/120 bar
- Kessel 6 (Inbetriebnahme 1990, Stilllegung 2025):
  - Feuerung: Zirkulierende Wirbelschichtfeuerung
  - Brennstoffe: Braunkohlegranulat (Rheinisches Braunkohlerevier) mit Genehmigung zur Mitverbrennung von Tiermehl[2] (Tiermehl wurde seit 2008 nicht mehr verfeuert). Anfahrfeuerung mit Erdgas.
  - Dampfleistung: 291 t/h bei 520 °C/120 bar
- Dampfturbinenturbosätze mit der elektrischen Leistung:
- Turbine 1: 5,3 MW (Inbetriebnahme 1959, Stilllegung 2007)
- Turbine 2: 23,5 MW (Inbetriebnahme 1962)
- Turbine 3: 58,3 MW (Inbetriebnahme 1965, Stilllegung 2010)
- Turbine 4: 100,0 MW (Inbetriebnahme 1969, Stilllegung 2004)
- Turbine 6: ca. 82 MW im Kondensationsbetrieb (Inbetriebnahme 2010)

### GuD-Anlage
- Inbetriebnahmejahr: 2000
- Gas-und-Dampf-Kombikraftwerk in Einwellen-Anordnung
  - Gasturbine: General Electric, Typ MS6101FA, Brennstoff Erdgas, elektrische Leistung ca. 72 MW
  - Dampfturbine: ca. 38 MW (elektrisch)
  - Abhitzekessel mit Fernwärmeheizfläche ohne Zusatzfeuerung
  - Auskopplung von Heizdampf als Prozessdampf und zur Fernwärmeversorgung
- Heizreservekessel: Leistung ca. 80 t/h Prozessdampf zur Absicherung der Prozessdampf- und Fernwärmeversorgung.[1]

## Kritik
Die Bürgerinitiative „Tschö RheinEnergie“ kritisiert, dass die Verbrennung von Braunkohle zu einem wesentlich höheren Ausstoß an Schadstoffen und CO2-Emissionen führt als die Nutzung von Erdgas.